# Zaharia Stancu
Zaharia Stancu (Salcia, 7 ottobre 1902 – 5 dicembre 1974) è stato uno scrittore, poeta e filosofo rumeno, direttore del Teatro Nazionale di Bucarest, presidente dell'Unione degli scrittori di Romania e membro dell'Accademia rumena.

## Biografia
Stancu nacque nel 1902 a Salcia, un villaggio nella contea di Teleorman, in Romania. Dopo aver lasciato la scuola all'età di tredici anni fece diversi lavori: conciatore, negoziante in un negozio di alimentari e in una tabaccheria. Nel 1921, con l'aiuto di Gala Galaction, divenne giornalista presso diversi quotidiani, tra i quali Azi, Lumea Românească, Revista română. Nel 1933 terminò i suoi studi di letteratura e filosofia all'Università di Bucarest.
Il suo primo volume di poesie, Poeme simple fu pubblicato nel 1927, ricevendo il Premio degli scrittori rumeni. Durante la seconda guerra mondiale, per la sua opposizione al governo fascista di Ion Antonescu fu imprigionato nel carcere di Târgu Jiu per i prigionieri politici.
Dopo il 1945, la sua carriera cambiò radicalmente, diventando uno dei importanti personaggi nella sfera ideologico-culturale. Fu direttore del Teatro Nazionale di Bucarest (1946-1952 e 1958-1968), presidente dell'Unione degli scrittori (dal 1947), membro del Comitato direttivo della letteratura e della casa editrice d'arte (dal 1948) e della Società degli scrittori democratici in Romania (1948). Nel 1948, dopo l'instaurazione del regime comunista, venne eletto deputato nella Grande Assemblea Nazionale (1948-1952) e dal 1955 membro della Accademia della Repubblica Popolare Rumena.
Tra il 1926 e il 1944 Zaharia Stancu pubblicò sei volumi di poesia. Nel 1948 fu pubblicato il suo primo romanzo importante, Desculț, tradotto in trenta lingue. Altri romanzi importanti sono Șatra e Jocul cu moartea.

## Opere

### Poesie
- Poeme simple, Bucarest, 1927;
- Albe, poeme, Bucarest, 1937;
- Clopotul di aur, versi, Bucarest, 1939;
- Iarba fiarelor, Bucarest, 1941;
- Ani di fum, versi, Bucarest, 1944;
- Cântec șoptit, versi, Bucarest, 1970;
- Șaptezeci, versi, antologia e prefazione di A. Martin, Bucarest, 1972;
- Sabia timpului, versi, Bucarest, 1972;
- Poeme cu luna. Bucarest, 1974;

### Novelle e romanzi
- Oameni cu joben, Bucarest, 1941;
- Brazda nelgustă e adâncă, Bucarest, 1944;
- Zile di lagăr, Bucarest, 1945;
- Secolul omului di jos, Bucarest, 1946;
- Clopotul, Bucarest, 1947;
- Desculț, Bucarest, 1948; rieditato nel 1960, 1968, 1970, 1973 etc.
- Dulăii, romanzozo, Bucarest, 1955;
- Florile pământului, Bucarest, 1958;
- Darie, Bucarest, 1960;
- Jocul cu moartea, romanzo, Bucarest, 1962; reeditato nel 1966 e 1968
- Costandina, povestiri, Bucarest, 1962;
- Pădurea nebună, romanzo, Bucarest, 1966; reeditato nel 1972
- Șatra, romanzo, Bucarest, 1968;
- Vântul e ploaia, I-III, Bucarest, 1969 (vol. 1 - Vulpea; vol. 2 - Frigul; vol. 3 - Roza);
- Povestiri di dragoste. Groapa. Lupoaica. Costandina. Uruma. Liliacul. Ce mult te-am iubit. Bucarest, 1970;
- Ce mult te-am iubit, romanzo, Bucarest, 1970;
- disculț, romanzo, con 20 incisioni in legno di Fred Micos, Bucarest, 1973;
- Să nu uiți, Darie, antologia e prefazione di Adriana Mitescu, Bucarest, 1973;
- Uruma, romanzo, Bucarest, 1974;

### Editoriali
- Triumful rațiunii, raccolta di articoli, Bucarest, 1973;
- Pentru oamenii acestui pământ. Articole, cuvântări, interviuri, confesiuni. 1961-1971, Bucarest, 1971;

## Premi e riconoscimenti
- Premio statale rumeno per la letteratura
- Premio Herder per la letteratura da parte del governo austriaco, 1971